# Лоя (певица)
Ольга Игоревна Засульская (укр. Ольга Ігорівна Засульска; род. 30 декабря 1988, Кременчуг, Украинская ССР, СССР), более известная под сценическим псевдонимом Лоя — украинская и российская певица, композитор и автор песен в стиле поп.
Свою карьеру начала солисткой в группе 5sta Family, которая не раз удостаивалась наград и премий, среди которых «Музыкальный прорыв года». В 2011 году певица покинула группу и до декабря 2017 года вела сольную карьеру. В начале декабря 2017 года было объявлено о её возвращении в группу.

## Биография
Засульская родилась в городе Кременчуг, где проживала в промышленном районе на улице Героев Бреста. По национальности украинка. Отец — Игорь Владимирович Засульский — композитор, музыкант. Мать — Ирина Владимировна Засульская (девичья фамилия Цыбульник) — певица, музыкант.
Уже в дошкольном возрасте Засульская увлекалась музыкой. В 4 года дебютировала как певица на муниципальном конкурсе красоты города Полтавы: соло на песню «Жил отважный капитан», где заняла первое место. Ходила в полтавскую гимназию № 33.
С 6 лет училась в школе искусств по классу фортепиано и одновременно обучалась игре на скрипке, но второй инструмент осваивала непродолжительное время. В 11 лет написала первую песню «My Love», которую теперь исполняет на своих концертах. Два года занималась в модельной школе.
Летом 2002 года Засульская переехала из Полтавы в Москву. Окончила 11 класс в московской школе № 1037. Параллельно подрабатывала курьером в дистрибьюторской музыкальной компании. Через полгода прекратила данную деятельность и начала пробовать себя на всевозможных кастингах. В 2006 году познакомилась с Василием Косинским и Валерием Ефремовым и вошла в группу 5sta Family.

### 5sta Family
Летом 2006 года Засульская получила предложение стать солисткой группы 5sta Family. Тогда же начинающие артисты прошли кастинг телеканала MTV в передачу «Делаем деток», где они стали финалистами. Их заметил продюсер Олег Миронов, и группа подписала контракт с Music People.
В 2009 году Засульская написала песню «Я буду», которую впоследствии вместе с группами 5sta Family и 23:45 записали и выпустили. По итогам 2010 года сингл получил награды «Песня года», «Золотой граммофон», «Бог эфира» в номинации «Радиохит — дуэт» и был номинирован на 8-ю ежегодную Премиию Муз-ТВ как «Прорыв года», «Лучшая песня» и «Лучший дуэт» и премию ZD Awards как «Прорыв года».
В 2010 году Засульская снова написала текст и музыку к новому синглу «Зачем?», который по данным портала tophit.ru занял бронзовое место среди самых ротируемых песен 2010 года. Тогда же на молодую группу обратил внимание продюсер Александр Войтинский, который сделал предложение записать саундтрек к фильму «Ёлки» Тимура Бекмамбетова. В 2010 году вышла новая песня «Любовь без обмана».
Параллельно Засульская под руководством продюсера Олега Миронова приступила к работе над сольным материалом. Продюсер познакомил певицу с рэпером T-killah, и осенью 2011 года состоялся релиз на песню «Вернись». По итогам 2011 года сингл стал хитом радиоэфиров и лидером среди русскоязычных песен.
25 октября 2010 года скончался продюсер Олег Миронов. Весной 2011 года на звукозаписывающей студии Засульская собрала пресс-конференцию, на которой объявила об уходе из группы и начале сольной карьеры. Певица заключила контракт с продюсером Олегом Некрасовым в мае 2011 года.

### Сольный проект «Лоя»

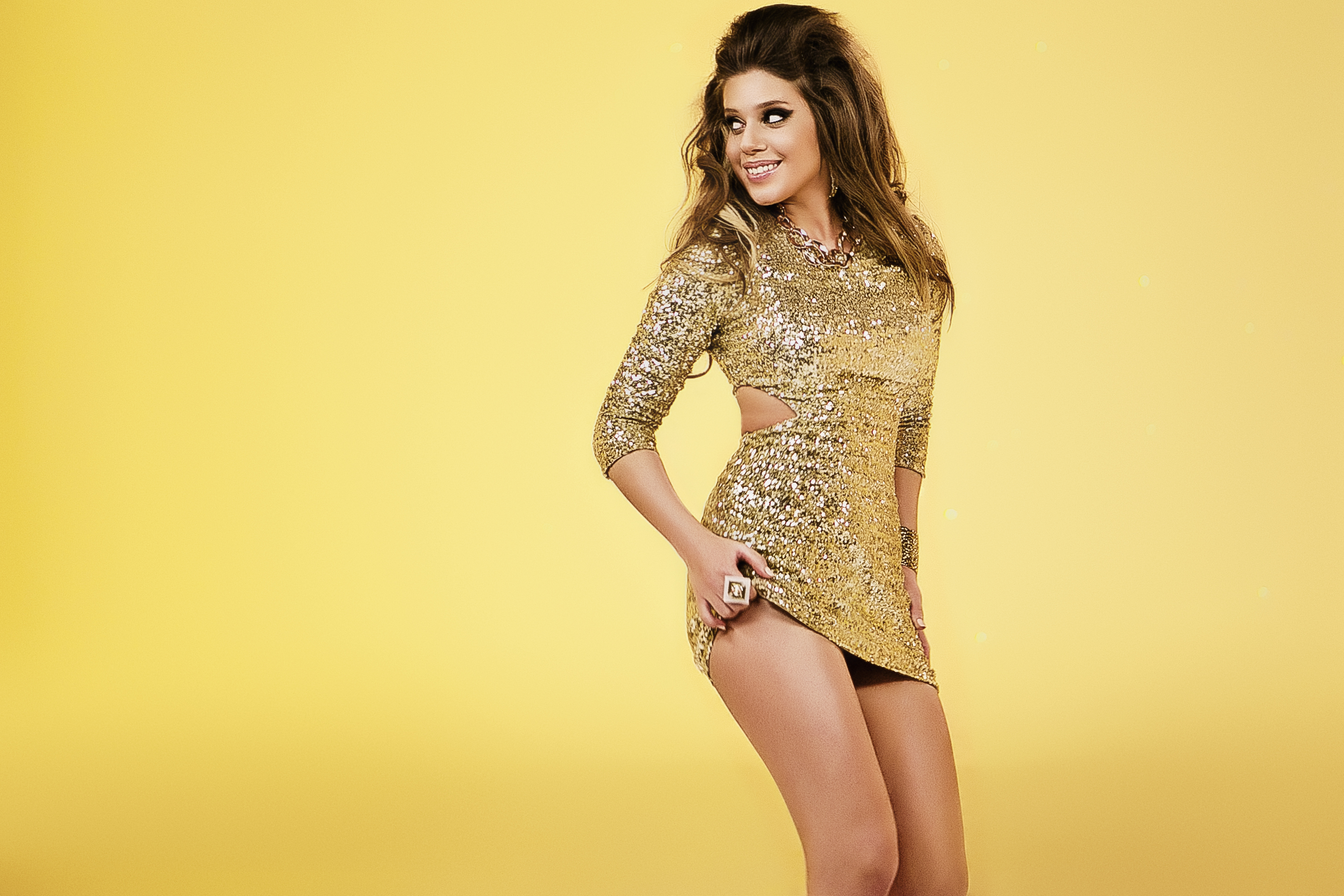
Лоя на съемках клипа «Звёзды»

В 2011 году началась сольная карьера Засульской в сотрудничеством с Олегом Некрасовым, который продюсировал музыкальные группы «Градусы» и «Непара».
С момента совместной работы с Некрасовым в образе Засульской произошли изменения. Неотъемлемой частью её имиджа становятся бантики. Лоя обретает кукольный образ малышки, над которым работала стилист Александра Белоус.
28 ноября 2011 года вышел релиз дебютной сольной песни «Розы тёмно-алые», одновременно с этим появился видеоклип, режиссёром которого стал Владилен Разгулин. В отличие от других студийных проектов, сконцентрированных на рэп-битах, характерной чертой для «Розы тёмно-алые» является музыка в стиле поп. Лиричная композиция получила положительные отзывы от музыкальных критиков, и вошла в 20-ку лучших песен по рейтингам проекта «Красная Звезда» благодаря национальному голосованию. В марте 2013 года Лоя записала новую композицию под названием «Звёзды» и выпустила одноименный клип. Осенью записала дуэт на песню и клип «Береги любовь» — совместный проект с рэпером Джиганом.
7 июня 2016 года вышла песня «Держи меня ближе».
3 февраля 2017 года вышла новая песня «Разные», написанная Базилем. Эта песня должна была войти в дебютный сольный альбом Лои, выпуск которого ожидался в апреле.

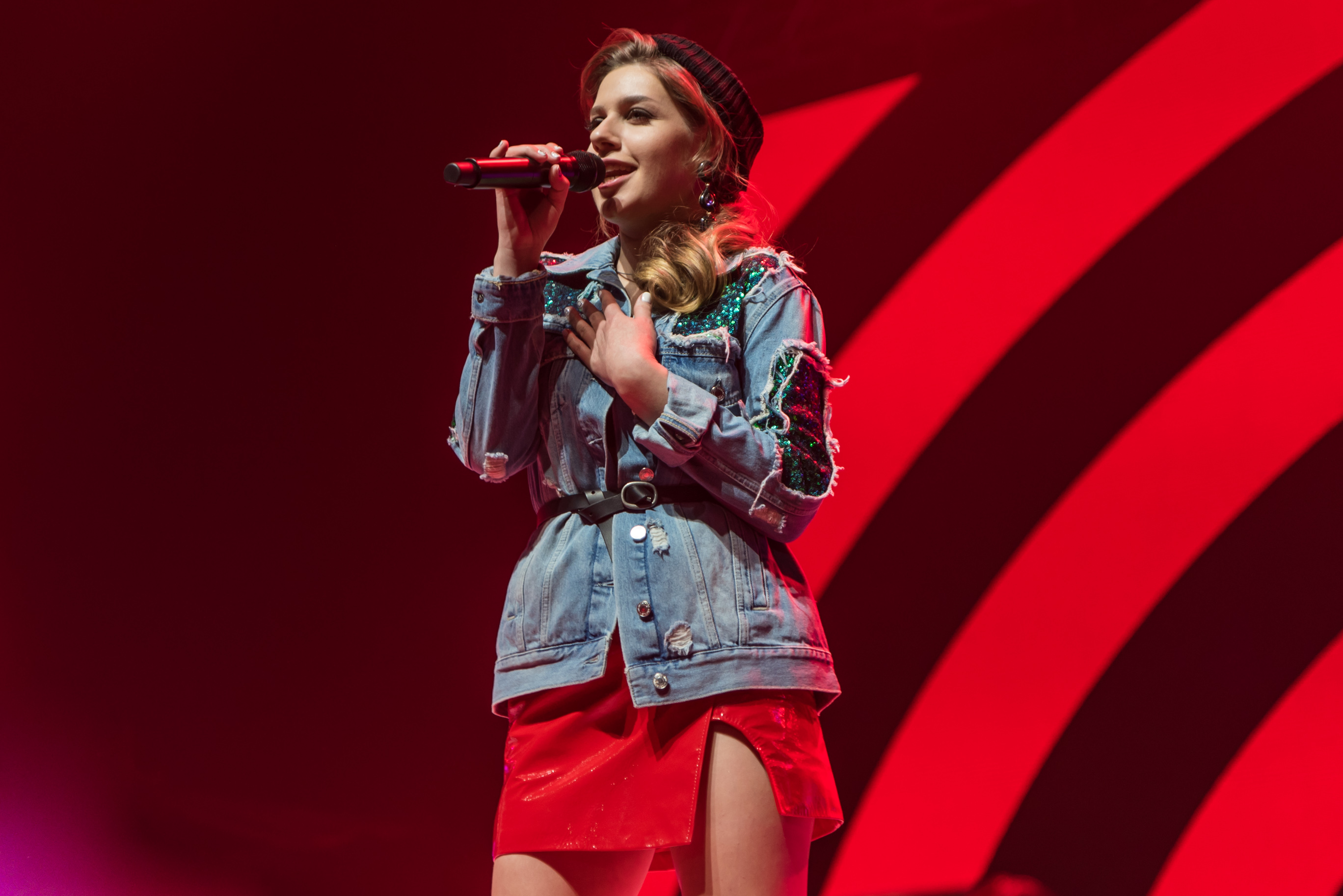
5sta Family на Big Love Show 2018

21 апреля 2017 года состоялась премьера дебютного альбома «Лоя».

### Возвращение в 5sta Family
В декабре 2017 года, после ухода Валерии Козловой, Засульская вновь стала солисткой группы 5sta Family. 5 декабря 2017 года вышел сингл 5sta Family «Снова вместе». 7 июня 2018 года состоялась премьера сингла «Фляга свистит», а 26 июля — премьера клипа. 28 сентября состоялась премьера нового сингла «Мембраны».

## Награды и премии
| Год  | Награда                           | Песня             | Номинация               | Результат |
| ---- | --------------------------------- | ----------------- | ----------------------- | --------- |
| 2011 | Женщина года Glamour              | -                 | Певица Года             | Номинация |
| 2011 | Премия «Прорыв года» Moda Topical | -                 | Музыкальный Прорыв Года | Победа    |
| 2012 | Премия RU.TV                      | «Розы темно-алые» | Лучший старт            | Номинация |
| 2012 | 20-ка Лучших Песен Красная Звезда | «Розы темно-алые» | -                       | 13 место  |

## Дискография

### В составе группы«5sta Family»
Официальные синглы
- «Ночной город» (2008)
- «Я буду» (2009)
- «Зачем?» (2010)
- «На расстоянии звонка» (2010)
- «Просыпайся» (2011)
- «Снова вместе» (2017)
- «Фляга свистит» (2018)
- «Мембраны» (2018)
- «Так бывает 2» (2018)
- «Плечи» (2019)
- «Один на один» (2019)
- «Эгоистка» (2020)

### Сольная карьера под псевдонимом«Лоя»
Студийные альбомы
| Название | Информация                                                                      |
| -------- | ------------------------------------------------------------------------------- |
| «ЛОЯ»    | - Релиз: 21 апреля 2017 - Лейбл: Монолит Рекордс - Формат: цифровая дистрибуция |

Официальные синглы
| Название                               | Альбом | Дата релиза | Год  |
| -------------------------------------- | ------ | ----------- | ---- |
| «Розы тёмно-алые»                      | ЛОЯ    | 1 января    | 2012 |
| «Звёзды»                               | ЛОЯ    | 12 апреля   | 2013 |
| «Береги любовь» (совместно с Джиганом) | ЛОЯ    | 19 ноября   | 2013 |
| «Снежинки»                             | ЛОЯ    | 17 декабря  | 2014 |
| «Держи меня ближе»                     | ЛОЯ    | 7 июня      | 2016 |
| «Разные»                               | ЛОЯ    | 3 февраля   | 2017 |

### Дуэты при участии«Лои»
- «Вернись» (совместно с T-killah)
- «Девушка с другой планеты» (совместно с Хабой)
- «Я БУДУ» (совместно с LIL KRYSTALLL)

## Видео
В составе группы 5sta Family
| Год  | Клип                              | Режиссёр                  | Альбом      |
| ---- | --------------------------------- | ------------------------- | ----------- |
| 2008 | «Ночной город»                    | Константин Черепков       | «Зачем?»    |
| 2009 | «Я буду» (feat. 23:45)            | Алекс Хамраев             | «Зачем?»    |
| 2010 | «Зачем?»                          | Марат Адельшин            | «Зачем?»    |
| 2010 | «На расстоянии звонка»            | Константин Черепков       | «Зачем?»    |
| 2010 | «Любовь без обмана» (feat. 23:45) | Александр Войтинский      | Без альбома |
| 2011 | «Просыпайся»                      | Фрэнк Борин               | «Зачем?»    |
| 2018 | «Снова вместе»                    | Elvira T, Алексей Малахов | Без альбома |
| 2019 | «Один на один»                    | Ефим Бакаев               | Без альбома |
| 2020 | «Rave»                            | —                         | Без альбома |
| 2021 | «Эгоистка»                        | Broksh                    | Без альбома |

Сольно
| Год  | Клип                                 | Режиссёр          | Альбом                               |
| ---- | ------------------------------------ | ----------------- | ------------------------------------ |
| 2011 | «Вернись» (feat. T-killah)           | Хиндрек Маасик    | Boom (альбом T-killah) / ЛОЯ         |
| 2012 | «Розы тёмно-алые»                    | Владилен Разгулин | ЛОЯ                                  |
| 2013 | «Звёзды»                             | Григорий Иванец   | ЛОЯ                                  |
| 2013 | «Береги любовь» (совместно с Джиган) | Рустам Романов    | Музыка. Жизнь (альбом Джигана) / ЛОЯ |
| 2014 | «Снежинки»                           | Григорий Иванец   | ЛОЯ                                  |
| 2016 | «Держи меня ближе»                   | Максим Рожков     | ЛОЯ                                  |
| 2017 | «Разные»                             | Максим Рожков     | ЛОЯ                                  |